# Ley de Protección de la Bandera de 2005
La Ley de Protección de la Bandera de 2005 fue una propuesta de ley federal de los Estados Unidos presentada en el Senado de los Estados Unidos en el 109° Congreso de los Estados Unidos el 24 de octubre de 2005 por el senador Bob Bennett (R-Utah) y copatrocinada por la senadora Hillary Clinton (D-Nueva York). Copatrocinadores posteriores incluyeron a Barbara Boxer (D-Calif.), Mark Pryor (D-Ark.) y a Thomas Carper (D-Del.).
La ley habría prohibido quemar o destruir y dañar la bandera de los Estados Unidos con el propósito principal de intimidar o incitar a la violencia inmediata o para actos de terrorismo. Pidió un castigo de no más de un año de prisión y una multa de no más de $ 100,000; a menos que esa bandera fuera propiedad del Gobierno de los Estados Unidos, en cuyo caso la pena sería una multa de no más de $ 250,000, no más de dos años de prisión, o ambas.
El Servicio de Investigación del Congreso, entidad no partidista, resumió el acto de la siguiente manera:

Enmienda el Código Penal federal para revisar las disposiciones relativas a la profanación de la bandera, para prohibir: (1) destruir o dañar una bandera de los Estados Unidos con el propósito principal e intención de incitar o producir violencia inminente o una ruptura del orden público; (2) amenazar o intimidar intencionalmente a cualquier persona o grupo de personas quemando una bandera de los Estados Unidos; o (3) robar o alterar a sabiendas el uso de una bandera de los Estados Unidos que pertenezca a los Estados Unidos o que pertenezca a otra persona en tierras de los Estados Unidos, y destruir o dañar intencionalmente esa bandera.

Aunque la Corte Suprema falló en el caso Texas v. Johnson (1989) que la quema de banderas estaba protegida por la Primera Enmienda, el proyecto de ley tenía la intención, según The New York Times, de llevar el tema de nuevo a la Corte Suprema, que era más conservadora en 2005 que en 1989, para revocar esa decisión anterior. Dado que la ley no fue aprobada o siquiera considerada por el Congreso de los Estados Unidos, su constitucionalidad nunca fue disputada en la Corte Suprema.